# Michael Edward Parsons
Michael Edward Parsons (* 12. Dezember 1938 in Bolton (Greater Manchester)) ist ein britischer Komponist, der als bedeutender Vertreter der englischen Schule für experimentelle Musik gilt.

## Leben und Wirken
Parsons studierte am St John’s College in Oxford, bevor er 1961 am Royal College of Music in London ein Studium der Komposition aufnahm. Hier war Peter Racine Fricker sein wichtigster Lehrer.
Gemeinsam mit Howeard Skempton und Cornelius Cardew rief er 1969 das Scratch Orchestra ins Leben. Das Orchester gab 1974 sein letztes Konzert und löste sich dann wieder auf, was wesentlich auf eine von Cardew betriebene Politisierung im Sinne des Maoismus zurückging. Parsons und andere Orchestermitglieder weigerten sich, diese politische Linie mitzutragen. 2017 wurden in Kassel auf der documenta 14 der künstlerische Nachlass der Gruppe, das Scratch Orchestra Archive und The Scratch Cottage, ausgestellt. Parsons bildete nach dem Zerfall des Orchesters mit Skempton ein Duo, das ab 1974 ihre eigenen Werke aufführte.
Parsons Kompositionen zeigen Einflüsse von Anton Webern, John Cage, Morton Feldman und Christian Wolff sowie von Musikern, die er durch Cornelius Cardew und im Umfeld des Scratch Orchestra traf.
Ab 1970 lehrte Parsons als Dozent der Abteilung für bildende Kunst des Portsmouth Polytechnic, heute University of Portsmouth und an der Slade School of Fine Art des University College London. In den Jahren 1996 bis 1997 lehrte Parsons am Churchill College der University of Cambridge.
Seit den frühen 1960er Jahren arbeitet Parsons auch als Musikautor, der sich mit den Werken zeitgenössischer britischer Komponisten auseinandersetzt.